# Departamento del Norte (Antioquia)
Norte fue uno de los departamentos en que se dividía el Estado Soberano de Antioquia (Colombia). Fue creado el 23 de agosto de 1864, a partir de la mayor parte del territorio norteño de la provincia de Antioquia. Tenía por cabecera a la ciudad de Santa Rosa de Osos. El departamento comprendía el territorio de las actuales regiones antioqueñas del Norte, Nordeste y Bajo Cauca.

## División territorial
El departamento al momento de su creación (1864) estaba dividido en los distritos de Santa Rosa de Osos (capital), Amalfi, Angostura, Anorí, Carolina, Cruces, Cáceres, Campamento, Donmatías, Entrerríos, Higuerón, Ituango, Nechí, Remedios, San Andrés, San Bartolomé, Yarumal, Zaragoza y Zea.
A principios de la década de 1880 le fueron segregados los distritos de Amalfi, Nechí, Remedios, Cáceres y Zaragoza para crear el departamento del Nordeste, el distrito de Donmatías fue renombrado Azuero y se creó el de Hojas Anchas.